# Vite da crociera
Vite da crociera (Cruise Ship Diaries) è un programma televisivo documentaristico britannico.

## Produzione
La prima stagione è stata girata interamente a bordo della M/n Costa Serena, nave da crociera della compagnia genovese Costa; la prima puntata è stata trasmessa nel Regno Unito nel 2009, successivamente in Australia e Nuova Zelanda da National Geographic Channel il 1º marzo 2010, mentre in Italia è stata invece messa inizialmente in onda col titolo Mega crociere: diario di bordo da Sky sul canale 402 - National Geographic Channel a partire dal 27 marzo 2010 all'11 aprile 2010, venendo successivamente replicata a partire dal 18 novembre al 25 dicembre dello stesso anno, per poi essere ritrasmessa da Cielo (emittente televisiva gratuita della stessa compagnia) con il nome di Vite da crociera.

## Episodi 1ª stagione
| n. | Titolo originale    | Titolo italiano        | Prima TV Italia |
| -- | ------------------- | ---------------------- | --------------- |
| 1  | Honeymoon Season    | Luna di miele          | 27 marzo 2010   |
| 2  | Inspectors on Board | Ispettori a bordo      | 28 marzo 2010   |
| 3  | Magic and Mayhem    | Magia e caos           | 3 aprile 2010   |
| 4  | Rock Concert        | Concerto rock          | 4 aprile 2010   |
| 5  | Dirty Dancing       | Dirty Dancing          | 10 aprile 2010  |
| 6  | The Final Countdown | Il conto alla rovescia | 11 aprile 2010  |

## Episodi 2ª stagione
Dal 4 marzo 2013 sono in onda su Nat Geo Adventure (canale 410 di Sky) le nuove puntate di Vite da crociera, girate dapprima sulla M/n Costa Deliziosa e successivamente sulla M/n Costa Favolosa al suo viaggio inaugurale da Trieste.
| n. | Titolo originale      | Titolo italiano        | Prima TV Italia |
| -- | --------------------- | ---------------------- | --------------- |
| 1  | Dangerous Waters      | Acque pericolose       | 4 marzo 2013    |
| 2  | Big Day Off           | Una pausa per tutti    | 5 marzo 2013    |
| 3  | The Audition          | Le audizioni           | 12 marzo 2013   |
| 4  | Zero Tolerance        | Tolleranza Zero        | 12 marzo 2013   |
| 5  | Breaking Point        | Sotto pressione        | 19 marzo 2013   |
| 6  | New Ship On The Block | Ai blocchi di partenza | 19 marzo 2013   |
| 7  | Opening Night         | Serata d'inaugurazione | 26 marzo 2013   |
| 8  | On Thin Ice           | Il viaggio inaugurale  | 26 marzo 2013   |
| 9  | The Show Must Go On   | The Show Must Go On    | 2 aprile 2013   |
| 10 | Anger Management      | Il giro di boa         | 2 aprile 2013   |